# Anett Vilipuu
Anett Vilipuu (1996. szeptember 25. –) észt női válogatott labdarúgó.

## Pályafutása
2015-ben térdsérülést szenvedett, majd Colchesterben az Essexi Egyetemen végezte tanulmányait, mikor a próbajátékán a West Ham Unitednél, újfent komoly keresztszalag szakadást szenvedett.

### A válogatottban
Öt mérkőzésen lépett pályára az észt nemzeti tizenegyben.

## Sikerei, díjai

### Klubcsapatokban
Észt bajnok (2):
- Flora Tallinn (2): 2019, 2020

 Észt kupagyőztes (1):
- Flora Tallinn (1): 2020

 Észt szuperkupa-győztes (1):
- Flora Tallinn (1): 2020